# تحدد النمو داخل الرحم
يشير تحدد النمو داخل الرحم أو محدودية النمو داخل الرحم، إلى ضعف نمو الجنين داخل رحم الأم أثناء الحمل. يمكن أن تتعدد الأسباب، ولكن غالبًا ما تتضمن سوء تغذية الأم الحامل أو نقص التزويد الملائم بالأكسجين للجنين.
يترافق ما لا يقل عن 60% من مجمل وفيات الرضع المقدرة بـ4 ملايين وفاة في أنحاء العالم كل عام بنقص الوزن عند الولادة الناتج عن تحدد النمو داخل الرحم والولادة المبكرة والتشوهات الوراثية، ما يشير إلى أن نقص التغذية بالفعل مشكلة صحية مسببة عند الولادة.
يمكن أن ينتج عن تحدد النمو داخل الرحم صغر الطفل بالنسبة لعمر الحمل، والذي يُعرّف على أنه الوزن الأقل من المئين العاشر للعمر الحملي. وفي نهاية الحمل، يمكن أن تتسبب بوزن ولادة منخفض.

## الأنواع
يوجد صنفان رئيسيان من تحدد النمو داخل الرحم: متناظر وغير متناظر. تترافق بعض الحالات مع كلي النمطين المتناظر وغير المتناظر.

### النوع غير المتناظر
في تحدد النمو داخل الرحم غير المتناظر، يظهر تحدد في الوزن يليه تحدد الطول. يستمر الرأس في النمو بمعدلات طبيعية أو قريبة من الطبيعية. يؤدي نقص النسيج تحت الجلد إلى جسم نحيل وصغير غير متناسب مع حجم الكبد. يكون دماغ الجنين الطبيعي عند الولادة 3 أضعاف وزن الكبد. بينما في تحدد النمو داخل الرحم يصبح نحو 5-6 أضعاف. في هذه الحالات، ينمو الجنين بشكل طبيعي خلال الثلثين الأوليين من الحمل، لكنه يواجه صعوبات في الثلث الثالث، هذه الصعوبات قد تكون ثانوية لاختلاطات مثل ما قبل الإرجاج. تشمل الأعراض الأخرى الجلد الجاف المتقشر والحبل السري شديد الرقة. يكون الطفل معرضًا لخطر الإصابة بنقص الأكسجة ونقص سكر الدم. ينتج هذا النوع من تحدد النمو داخل الرحم أغلب الأحيان بسبب العوامل الخارجية التي تؤثر على الجنين في مراحل متأخرة من العمر الحملي. تشمل الأسباب الدقيقة ما يلي:
- ارتفاع ضغط الدم المزمن.

- سوء التغذية الحاد.

- الطفرات الوراثية، متلازمة إهلر-دانلوس.

### النوع المتناظر
يُعرف تحدد النمو داخل الرحم المتناظر غالبًا بتحدد النمو الشامل، ويشير إلى أن الجنين تطور ببطء خلال فترة الحمل وبالتالي تأثر في مراحل مبكرة جدًا. يتناسب محيط الرأس لمثل هذا الوليد مع بقية الجسم. ونظرًا لأن معظم الخلايا العصبية تطورت بحلول الأسبوع الثامن عشر من العمر الحملي، فمن المرجح أن يعاني الجنين المصاب بتحدد نمو متناظر وعقابيل عصبية دائمة. تشمل الأسباب الشائعة:
- الأخماج داخل الرحمية المبكرة، مثل الفيروس المضخم للخلايا أو الحصبة الألمانية أو داء المقوسات.

- الشذوذات الصبغية.

- فقر الدم.

- تعاطي الأم للمخدرات أو الكحول (تعاطي الكحول قبل الولادة يمكن أن يسبب متلازمة الجنين الكحولي).

## الأسباب

### الأسباب المتعلقة بالأم
- الوزن والحالة التغذوية قبل الحمل.

- نقص كسب الوزن أثناء الحمل.

- سوء التغذية.

- فقر الدم.

- تعاطي الكحول و/أو المخدرات.

- تدخين الأم.

- الحمل السابق القريب.

- سكري ما قبل الحمل.

- السكري الحملي.

- المرض الرئوي.

- المرض القلبي الوعائي.

- المرض الكلوي.

- ارتفاع ضغط الدم.

- الداء الزلاقي (يزيد من خطر تحدد النمو داخل الرحم بنسبة أرجحية نحو 2.48.[5]

- اضطراب/مرض تخثر الدم (على سبيل المثال، العامل الخامس لايدن).

### الأسباب الرحمية المشيمية
- حالة ما قبل الإرجاج.

- الحمل المتعدد.

- تشوهات الرحم.

- قصور المشيمة.

### الأسباب الجنينية
- الشذوذات الصبغية.

- العدوى المنتقلة عموديًا.

## الفيزيولوجيا المرضية
إذا كان سبب تحدد النمو داخل الرحم خارجيًا بالنسبة للجنين، كسبب متعلق بالأم أو سبب رحمي مشيمي، يتناقص نقل الأكسجين والمواد الغذائية إلى الجنين. هذا يؤدي إلى انخفاض في مخازنه من الغليكوجين والليبيدات، ما يسفر غالبًا عن نقص سكر الدم عند الولادة. يمكن أن تحدث كثرة كريات الدم الحمر بشكل ثانوي للإنتاج المتزايد من الأريثروبيوتين المفرز نتيجة نقص الأكسجة المزمن. تشمل نتائج تحدد النمو داخل الرحم كلًا من انخفاض درجة الحرارة ونقص الصفيحات ونقص الكريات البيض ونقص كلس الدم والنزف الرئوي.
إذا كان سبب تحدد النمو داخل الرحم داخليًا بالنسبة للجنين، يتحدد النمو بسبب عوامل وراثية أو كعقبول للعدوى.
يترافق تحدد النمو داخل الرحم بمجموعة واسعة من اضطرابات النمو العصبي قصيرة وطويلة الأمد.

### التغيرات المخية
التأثيرات على المادة البيضاء: في دراسات ما بعد الولادة للرضع، تبين انخفاض في البعد الكسيري للمادة البيضاء عند الرضع المصابين بتحدد نمو داخل الرحم بعمر مصحح بمقدار عام واحد. قورن ذلك بالأطفال المولودين في أوانهم والمولودين بعد الأوان بعمر مصحح بمقدار عام واحد.
التأثيرات على المادة الرمادية: أظهرت المادة الرمادية أيضًا انخفاضًا لدى الرضع المصابين بتحدد نمو داخل الرحم بعمر مصحح بمقدار عام واحد.

### الدارة العصبية
يبدي الأطفال المصابون بتحدد النمو تغيرات في الدماغ والدارة العصبية، ورُبطت إعادة التنظيم بفروقات في التعلم والذاكرة بين الأطفال المولودين بتحدد نمو والأطفال المولودين في الأوان وبعد الأوان.
أظهرت الدراسات أن الأطفال المولودين بتحدد نمو داخل الرحم لديهم معدل ذكاء أقل، وأظهروا عيوبًا أخرى تشير إلى خلل وظيفي في الفص الجبهي.
يُظهر الرضع المصابون بتحدد نمو نضجًا متسارعًا في الحصين المسؤول عن الذاكرة. هذا النضج المتسارع يمكن أن يقود في كثير من الأحيان إلى تطور غير مميز قد يثبط الشبكات الأخرى ويؤدي إلى عيوب في الذاكرة والتعلم.

## التدبير
لم تُظهِر الراحة في الفراش أي نتائج تشير للتحسن وبالتالي لا ينصح بها عادةً.
الأمهات اللاتي شُخِّصت أجنتهن بتحدد النمو داخل الرحم بواسطة الأمواج فوق الصوتية، يمكنهن استخدام استراتيجيات التدبير القائمة على طرق المراقبة والتوليد. إحدى تقنيات المراقبة هذه هي دوبلر الشريان السري، إذ ثبت أن هذه الطريقة تنقص من خطر المراضة والوفاة قبل الولادة وبعدها لدى مرضى تحدد النمو داخل الرحم.
توقيت الولادة هو أيضًا إستراتيجية تدبير، وتعتمد على المعايير التي تُجمَع من دوبلر الشريان السري. تشمل بعض هذه المعايير: مؤشر النبض، مؤشر المقاومة، وسرعات نهاية الانبساط، التي هي قياسات الدورة الدموية للجنين.
يعد إل-أرجينين ذا فائدة مثبتة بالدليل البدئي في إنقاص تحدد النمو داخل الرحم.

## النتائج
بالتعريف، يؤثر تحدد النمو داخل الرحم على 10% من حالات الحمل، ولكن حين تؤخذ بعين الاعتبار عدة عوامل أخرى مثل وزن الأم المنخفض، فإن نحو 3% فقط من حالات الحمل تتأثر بتحدد نمو حقيقي داخل الرحم. 20% من ولادات الأجنة الميتة تكون بسبب تحدد النمو داخل الرحم. تعد نسب وفيات ما حول الولادة أعلى بنحو 4-8 مرات في حالة الجنين المصاب بتحدد نمو، وتظهر المراضة لدى 50% من الأطفال الناجين.
تبعًا لنظرية النمط الظاهري المقتصد، يحرض تحدد النمو داخل الرحم التخلق الجيني في الجنين والذي ينشط عادةً في حالة النقص المزمن في الغذاء. وإذا تطورت السلالة في بيئة غنية بالغذاء، فقد تكون أكثر عرضة للاضطرابات الاستقلابية، مثل السمنة ومرض السكري من النمط الثاني.